# ماهیری گیلمور
ماهیری گیلمور (انگلیسی: Mhairi Gilmour؛ زادهٔ ۹ ژوئن ۱۹۸۰) بازیکن فوتبال اهل بریتانیا است.
از باشگاه‌هایی که در آن بازی کرده‌است می‌توان به باشگاه ورزشی وستمانایا و دیوری گردن اشاره کرد.
وی همچنین در تیم ملی فوتبال زنان اسکاتلند بازی کرده‌است.